# Европейский маршрут E651
Европейский маршрут E651 — европейский автомобильный маршрут категории Б, проходящий по территории Австрии и соединяющий города Альтенмаркт и Лицен. Имеет протяженность 78 км, проходит через верхнюю часть долины Энса, в связи с чем также называется «Энсталь». Соединяет автомагистрали А10 «Тауэрн» с автомагистралью А9 «Пирн». На всем протяжении следует вдоль Энса, пересекая реку несколько раз. 20 августа 1999 года дорога получила обозначение B320.
12 мая 2021 года, после двух лет строительства, в Траутенфельсе была открыта железобетонная эстакада, что сделало маршрут свободным от светофоров.

## Маршрут
Весь путь проходит через следующие города:
- Австрия
  - Альтенмаркт
  - E57 Лицен